# پروسرپاین، کوئینزلند
پروسرپاین (به انگلیسی: Proserpine) یک شهرک در استرالیا است که در کوئینزلند واقع شده‌است.